# صوالحه (روستا)
صوالحه به عربی ( الَصوالحة )، روستایی در دهستان المقاطر از توابع استان شبوه در کشور یمن در شبه جزیره عربستان است.

## جمعیت
جمعیت آن (۸۰) نفر (۵ خانوار) می‌باشد.